# Đức tại Thế vận hội Mùa đông 2006
Đức tham dự Thế vận hội Mùa đông 2006, và Ủy ban Quốc gia Thế vận hội Đức (Nationales Olympisches Komitee für Deutschland) có tất cả 162 vận động viên tham dự. Nước này có vận động viên tham dự cả 15 bộ môn trong Thế vận hội Mùa đông. Nằm ở trong Bức Màn Sắt, Đông Đức đoạt số huy chương vàng cao nhất tại Thế vận hội Mùa đông 1984. Sau khi tái thống nhất, Đức giành vị trí đứng đầu toàn đoàn tại các Thế vận hội Mùa đông 1998 và 2002 cùng với 12 huy chương vàng.